# Saki (vesnice)
Saki je vesnice v estonském kraji Võrumaa, samosprávně patřící do obce Rõuge. Vesnice sestává ze dvou velkousedlostí Mäe-Saki ("Horní Saki") a Ala-Saki ("Dolní Saki") a dnes je téměř vylidněna.

## Významní rodáci
- August Koemets a Aleksei Koemets, lesní bratři[2]